# Умар I (шеху Борну)
Умар I (*араб. اولعمر ابن محمد لرشيد‎; д/н — 1881) — 2-й шеху (володар) Борну в 1837—1853 і 1854—1881 роках. Відбувається нове ослаблення держави. Повне ім'я Умар ібн Мухаммад аль-Амін. Відомий також як Умар Кура.

## Життєпис
Походив з династії Канемі. Син Мухаммада аль-Аміна I, шеху Борну. Про дату народження та молоді роки Умара відомостей обмаль. 1837 року після смерті батька успадкував його титул шеху. Здійснив похід проти халіфату Сокото, який завершив невдачею. Після цього між Борну і Сокото було укладено мир. 1842 року османські війська перемогли клан Авлад Сулейман, васалів Борну, відновивши владу над Феццаном. Це стало суттєвим ударом по контролю на торговими шляхами Борну на північ до Середземного моря.
1846 року придушив повстання маї (султана) Борну Ібрагіма IV, якого стратив. На трон посадив сина останнього Алі IV, невдовзі й того повалив. Тепер офіційно уся влада в імперії Борну належала шеху. Невдовзі Мухаммад аль-Шаріф, султан Вадаю вирішив відновити на троні Борну династію Сейфуа, що спричинило запеклу війну з шеху Борну. Під час цього було знищено столицю держави — Куку. Після відбиття нападу супротивників Умар I відновив столицю під ім'ям Кукава.
Умар I не мав гарної вдачі, не міг дипломатично залагоджувати конфлікти між підлеглими племенами та впливовими кланами. 1846 року відправив війська для придушення повстання Ібрагіма, султана Дамагараму, васала Борну, проте зазнав невдачі. Поступово з-під влади Борну починають відпадати залежні народи й держави, зокрема Багірмі, племена арабів-шуа і тубу. 
Останнім значним його успіхом став військовий похід 1850 року проти Мандари, якій було завдано поразки й змушено визнати зверхність Борну. Мандара вимушена була сплачувати щорічну данину в 700 рабів.
Ослабленням держави скористалися численні місцеві феодали, що частково перестали підкорятися шеху. Водночас значнний вплив на правителя здобув його вазир Хадж-Бешир.
Зрештою 1853 році Умара I повалив його брат Абдул Рахман. Разом з вірними прихильниками Умар відступив на південь до річки Шарі. Звідси 1854 року атакував брата, якого повалив, відновившись на троні.
В подальшому Умар I поступово відійшов від вирішення політичних справ, поринувши в задоволення. Значну владу перебрали його сановники, насамперед вазири. Все це значно послабило Борну. Помер 1881 року. Йому спадкував син Абу-Бакр.